# Aleja „Solidarności” w Warszawie

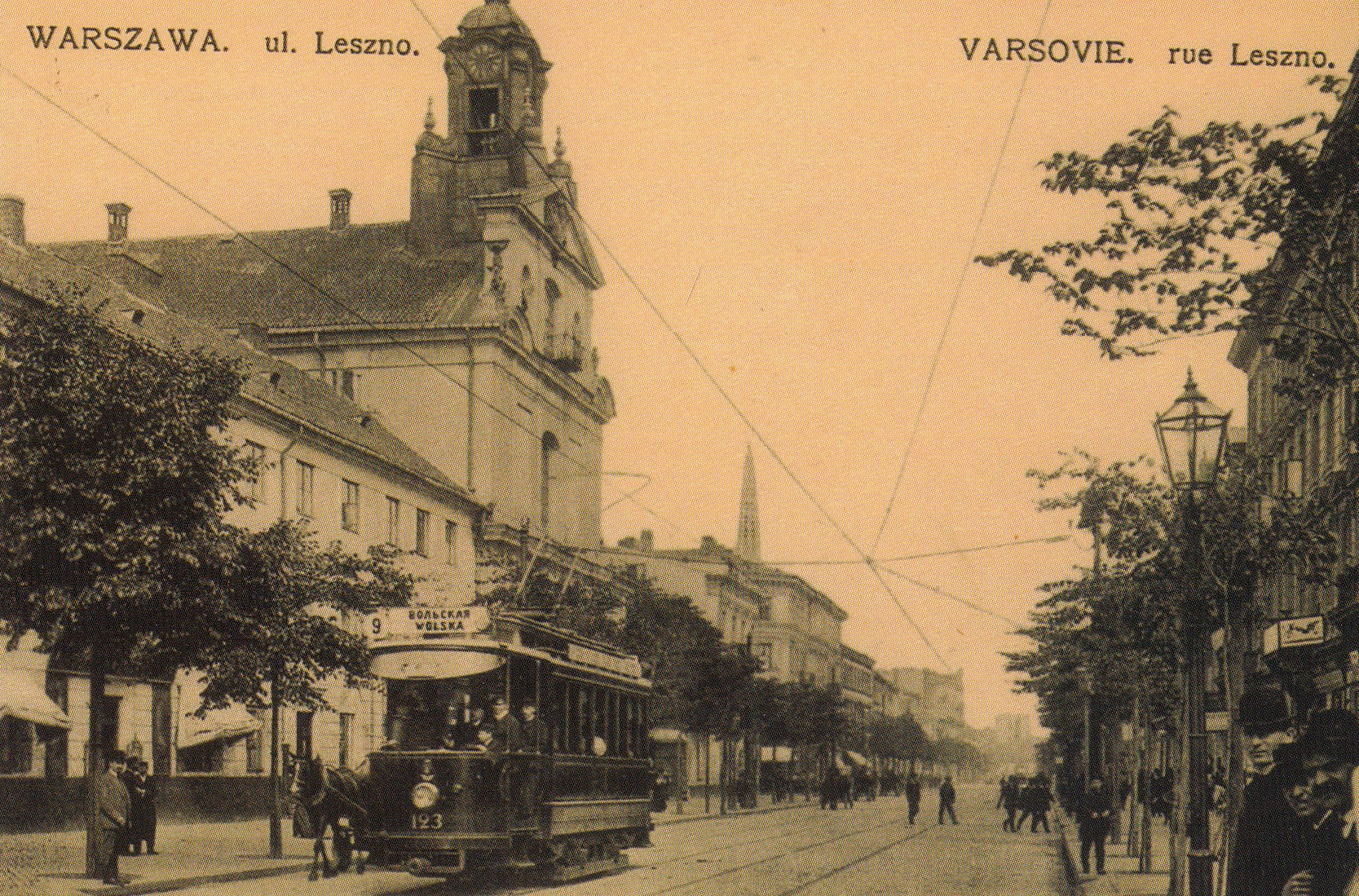
Ulica Leszno przy ulicy Solnej ok. 1910 roku, po lewej widoczny kościół Narodzenia NMP

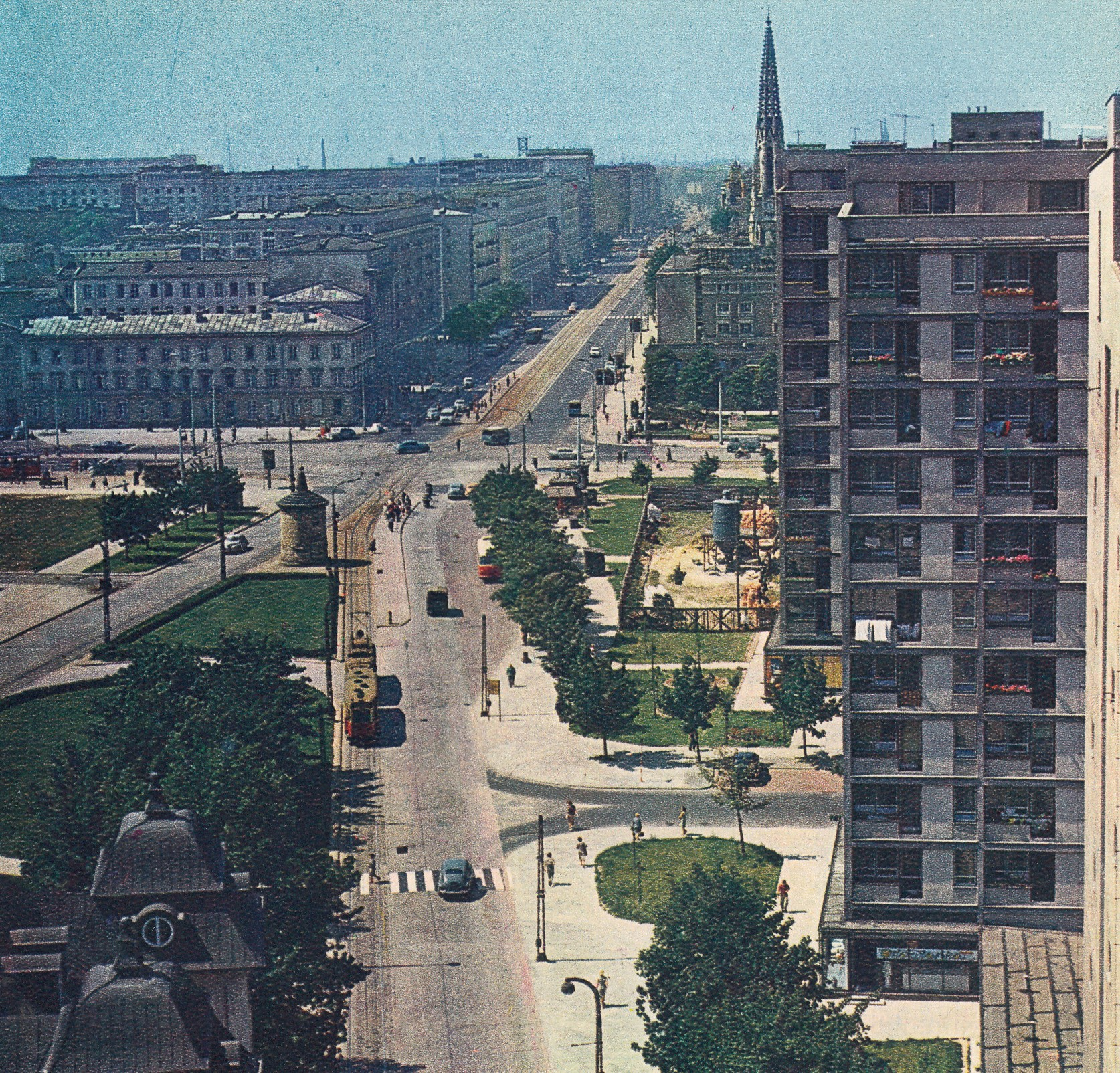
Ulica w latach 60. XX wieku, widok w kierunku zachodnim

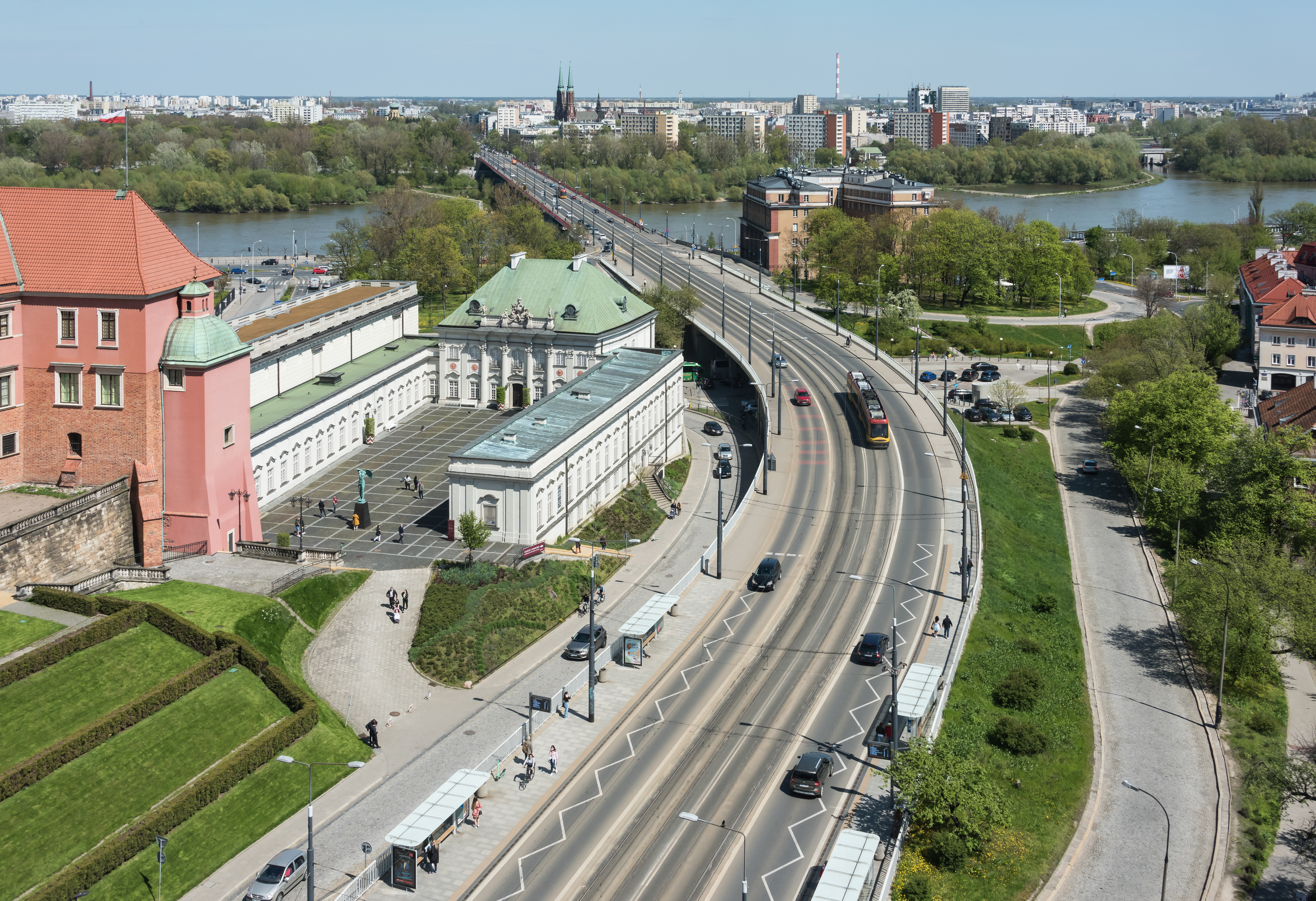
Aleja widziana z wieży kościoła św. Anny

Aleja „Solidarności” – jedna z głównych arterii w Warszawie, część trasy W-Z. Biegnie od ulicy Radzymińskiej na Pradze-Północ do skrzyżowania ulic Wolskiej i Młynarskiej na Woli.

## Przebieg
Zaczyna się od skrzyżowania z ul. Radzymińską, przechodzi mostem Śląsko-Dąbrowskim do centrum i kończy się przy skrzyżowaniu z ul. Młynarską.
Na całej swojej długości jest to dwujezdniowa szeroka ulica, o minimum dwóch pasach ruchu w każdą stronę. Wyjątkiem jest odcinek pomiędzy placem Bankowym a ulicą Jagiellońską – tam aleja „Solidarności” staje się jednojezdniowa, ale nadal ma dwa pasy ruchu dla obu kierunków (jeden pas zajmują tory tramwajowe, ruch samochodów po nim jest zakazany). Na prawie całej długości przebiega środkiem torowisko tramwajowe.

## Nazwa
Podczas dwudziestolecia międzywojennego i wcześniej ulice tworzące współczesną aleję nosiły nazwy: Wolska, Leszno, Tłomackie, Nowy Zjazd oraz Aleksandryjska (od października 1916 – Zygmuntowska). W latach 1947−1949 zostały one połączone w Trasę W-Z z tunelem w rejonie Starego Miasta, a cały ciąg w listopadzie 1948 nazwano aleją gen. Karola Świerczewskiego.
Nazwę zmieniono w październiku 1991. Upamiętnia NSZZ „Solidarność”, stąd nazwa pisana jest w cudzysłowie.
W 1992 miejska Komisja ds. Nazewnictwa Ulic złożyła propozycję zmiany nazw poszczególnych fragmentów alei na częściowo historyczne. Propozycje Komisji zakładały zmianę nazwy odcinków: plac Bankowy – most Śląsko-Dąbrowski na Nowe Tłomackie, Wolska – plac Bankowy na Stare Leszno oraz most Śląsko-Dąbrowski – Radzymińska na Zygmuntowską. Propozycje zostały odrzucone w głosowaniu przez Radę Miasta.

## Historia
Pierwszy odcinek ulicy wytyczono po stronie praskiej w 1862 na przedłużeniu linii kolei petersburskiej pod nazwą Aleksandrowska na cześć cara Aleksandra II Romanowa, łącząc ją z wiaduktem Pancera. Znaczna szerokość ulicy Aleksandryjskiej uwzględniała ruch kołowy i przebieg projektowanej przez most Kierbedzia linii kolejowej łączącej Dworzec Petersburski z Dworcem Wiedeńskim, jednak z linii tej zrezygnowano na skutek zbyt dużego nachylenia skarpy wiślanej, a ruch między dworcami przejęła kolej konna (tramwaj konny). Kolej ta miała jeden tor z mijankami i trasa przebiegała ulicami: Aleksandrowską, Nowym Zjazdem, Krakowskim Przedmieściem, Królewską, Marszałkowską do Alej Jerozolimskich.
Po drugiej stronie Wisły początkowy fragment dzisiejszej ulicy stanowił oś jurydyki Leszno i nosił nazwę ul. Leszno, biegnącej od placu Bankowego do rogatek Wolskich.
W październiku 1916 ulicę po stronie praskiej przemianowano na Zygmuntowską, którą to nazwę nosiła do roku 1948, gdy zmieniono ją na al. gen. Karola Świerczewskiego.
W latach 1949–1960 między ulicami: Orlą, Świerczewskiego, Żelazną, Chłodną i Elektoralną zbudowano osiedle mieszkaniowe Mirów zaprojektowane przez Tadeusza Kossaka. W marcu 1957 w pobliżu wylotu tunelu Trasy W-Z (od strony zachodniej) odsłonięto pomnik Karola Świerczewskiego.
W 1962 ulica na odcinku dawnej ulicy Leszno została poszerzona.
W latach 1985 – 2000 aleja była częścią ówczesnej drogi krajowej nr 18.
W lipcu 2017 przystanki autobusowo-tramwajowe znajdujące się przy tunelu Trasy W-Z zostały przebudowane na tzw. przystanki wiedeńskie.

## Ważniejsze obiekty
- Przystanek kolejowy Warszawa Targówek
- Stacja kolejowa Warszawa Wileńska
- Budynek Dyrekcji Kolei Państwowych
- Stacja metra Dworzec Wileński
- Sobór metropolitalny Świętej Równej Apostołom Marii Magdaleny w Warszawie
- VIII LO im. Władysława IV (ul. Jagiellońska 38)
- Bazylika katedralna św. Michała Archanioła i św. Floriana Męczennika (ul. Floriańska 3)
- Szpital Praski Przemienienia Pańskiego (nr 67)
- Park Praski
- Ogród Zoologiczny – wybieg niedźwiedzi brunatnych
- Most Śląsko-Dąbrowski
- Gmach Hipoteki (nr 58)
- Pomnik Bohaterów Warszawy
- Pałac Przebendowskich, siedziba Muzeum Niepodległości (nr 62)
- Biuro Rzecznika Praw Obywatelskich (nr 77)
- Żydowski Instytut Historyczny (ul. Tłomackie 3/5)
- Wodozbiór Gruba Kaśka
- Błękitny Wieżowiec (pl. Bankowy 2)
- Stacja metra Ratusz Arsenał
- Kino „Muranów” (ul. gen. Władysława Andersa 5)
- Pałac Działyńskich (nr 74a)
- Kościół ewangelicko-reformowany (nr 74)
- Dom Dysydentów, siedziba parafii ewangelicko-reformowanej (nr 76a)
- Warszawska Opera Kameralna (nr 76b)
- Pomnik granic warszawskiego getta (pomiędzy budynkami Opery a Domem Dysydentów)
- Kamienica Jacobsona, siedziba Instytutu Archeologii i Etnologii PAN (nr 105)
- Kościół Narodzenia Najświętszej Maryi Panny (nr 80)
- Biblioteka Publiczna w Dzielnicy Wola m.st. Warszawy (nr 90)
- Sąd Okręgowy w Warszawie (nr 127)
- Kamienica Rosenblata (nr 145)
- Kamienica Hersza Steinberga (nr 149)
- Urząd Dzielnicy Wola (nr 90), na ścianie budynku od strony ul. Żelaznej pomnik granic getta
- Pomnik Ofiar Rzezi Woli
- Hotel Ibis Warszawa Centrum (nr 165)
- Biurowiec City Gate
- Kompleks biurowy Spark
- Pałacyk Biernackich (ul. Wolska 27/29)
- PDT Wola (ul. Młynarska 8/12)
- Tablice pamiątkowe Tchorka (nr 66, 83/89, 84 i 90)